# Virgen del Pino de El Paso
La virgen de El Pino de El Paso es una advocación mariana católica que representa a la Virgen María, siendo venerada en la ermita del mismo nombre, situada en las laderas de la Cumbre Nueva, en la isla canaria de La Palma.

## Aparición
Los primeros datos con los que contamos referentes a El Pino de la Virgen de El Paso se sitúan en 1492. La tradición cuenta que en los tiempos de la Conquista, los soldados de Alonso Fernández de Lugo descansaban a la sombra de un extraordinario pino, esperando para capturar al último rey aborigen de las islas. "Las huestes del Adelantado que con engaños y traición redujo al indómito Tanausú, uno de ellos se subió al gigantesco árbol y quedó sorprendido al encontrar entre sus ramas a una bella imagen, la imagen de la Virgen del Pino”. Con posterioridad le construirían una pequeña capilla donde resguardarla de las inclemencias del tiempo, sin embargo, al celebrar la misa cayó a tierra, y así cuatro veces, hasta que el párroco entendió que había que devolverla a su lugar original.

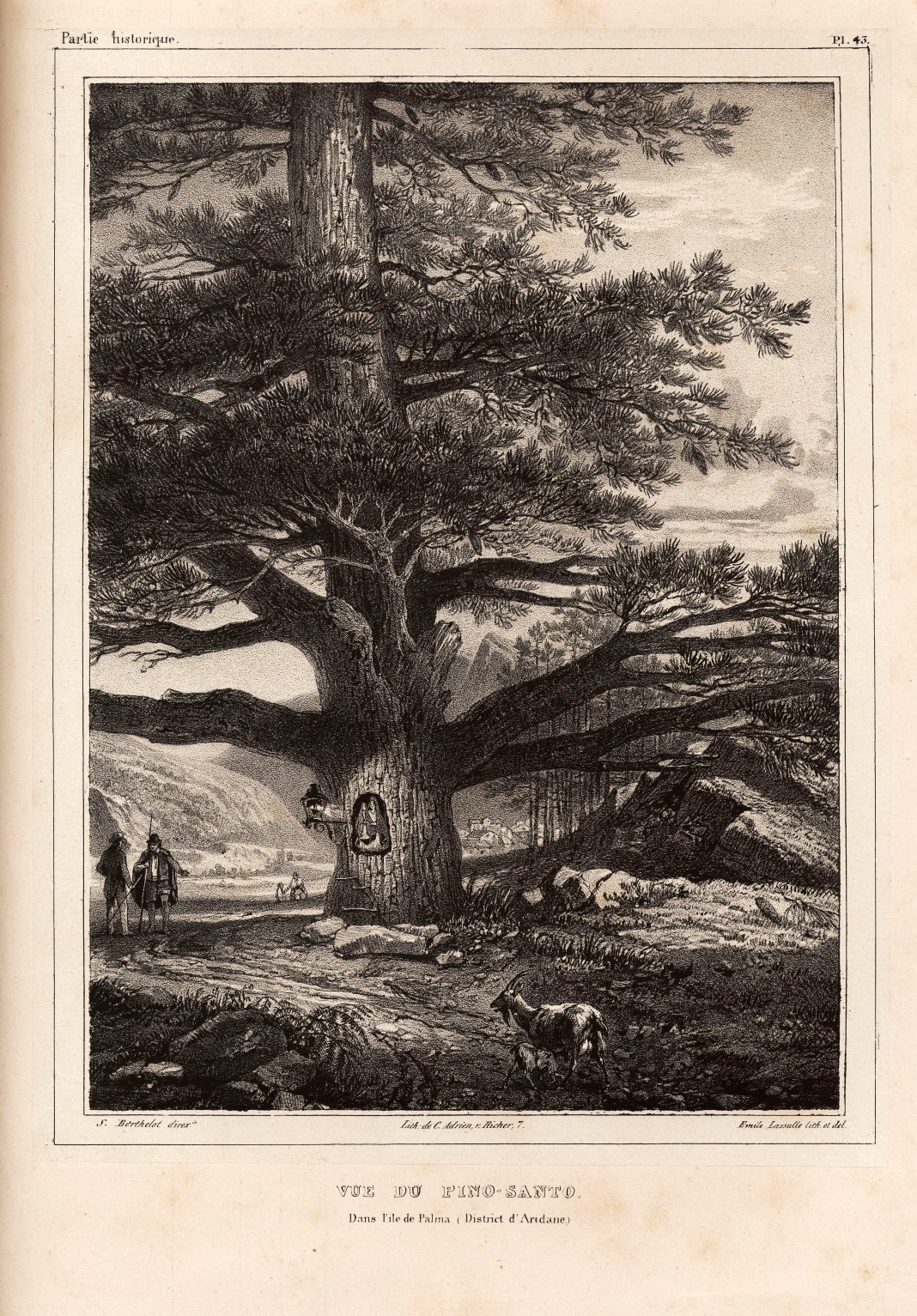
Litografía más antigua que se conoce sobre el Pino de La Virgen

Así permaneció durante casi 4 siglos, hasta que en 1876 se construyó una pequeña capilla de mampostería por devoción de María Magdalena Rodríguez Pérez, que fue conocida popularmente como Magdalena del Pino y que durante años fue la ermitaña del lugar. Se convirtió en una agradable parada para descansar en este transitado y tortuoso Camino Real de La Cumbre, muy utilizado por "por campesinos, arrieros y pastores en ritual trashumancia; paso de viajeros, caminantes de ayer y de hoy, que conducen sus pasos a rincones y parajes", dónde el protagonista era este grandioso pino. Con un radio de más de 120 cm y una altura aproximada de 32 metros, es uno de los ejemplares más corpulentos de Canarias. Está además entre los más viejos del archipiélago, ya que según varios estudios, se considera que su edad está en torno a los 800 años.

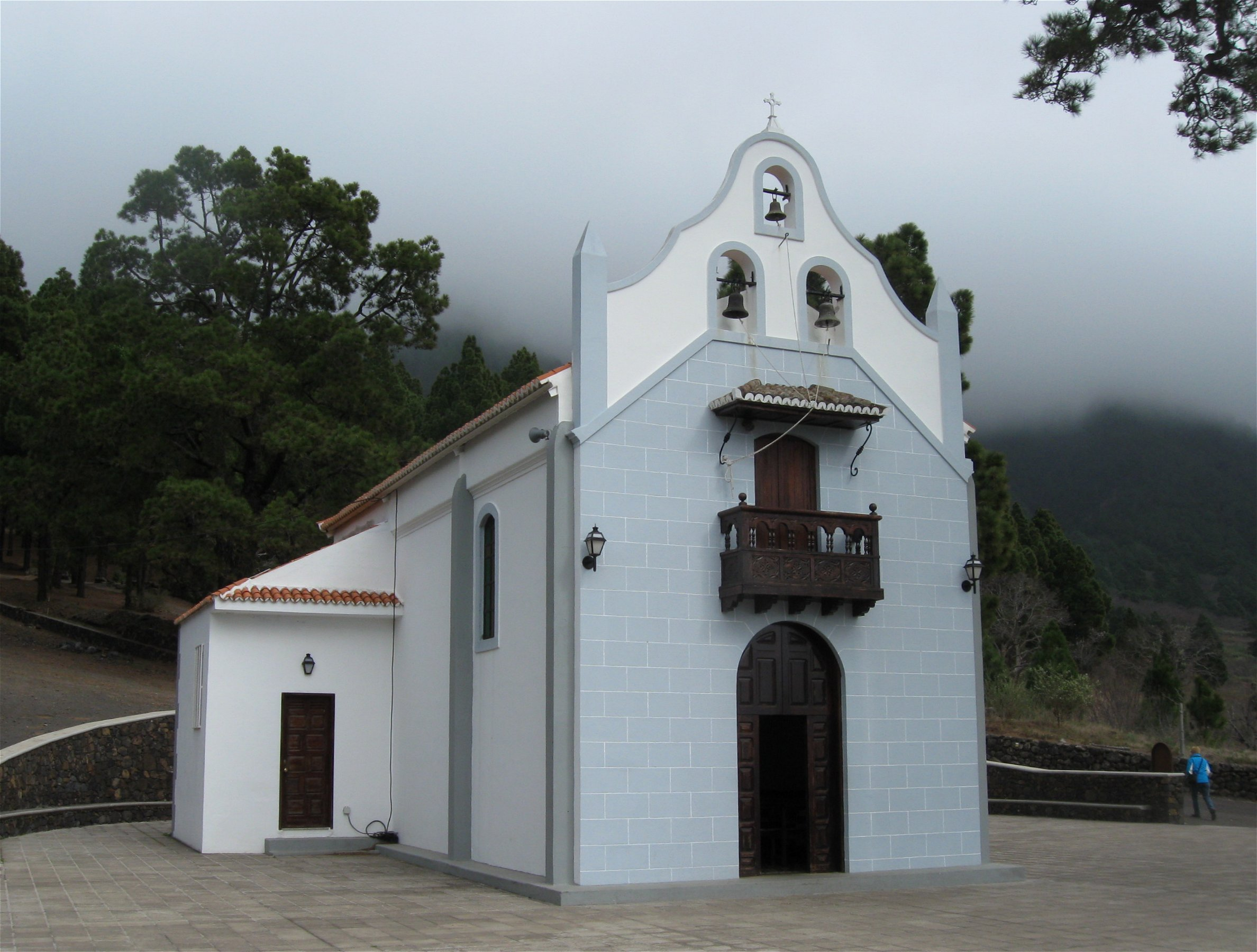
Ermita de la virgen del Pino

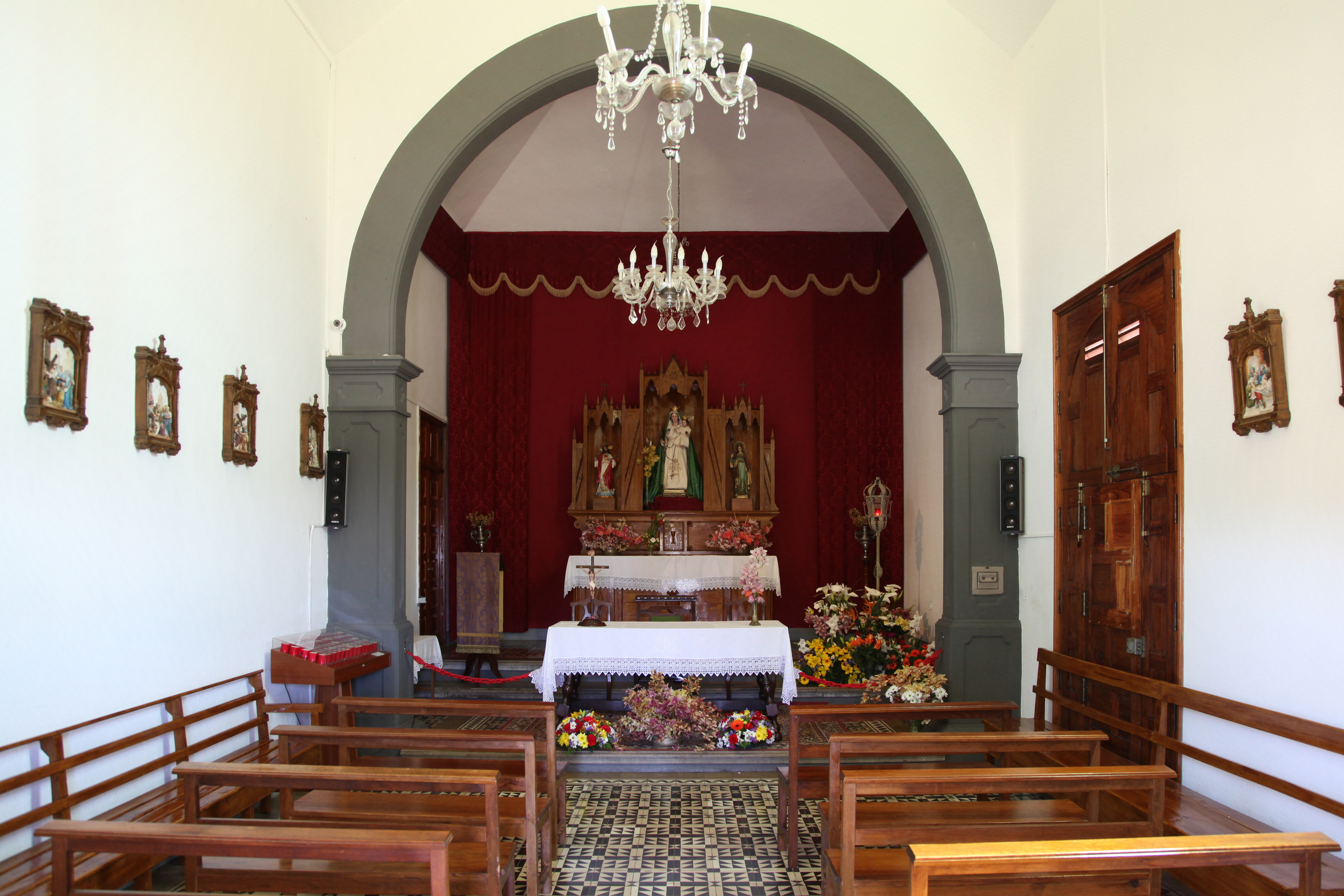
Interior de la ermita

Pasados los años, la capilla se fue deteriorando seriamente, y no sería hasta 1927 cuando se aprueba la construcción del nuevo templo que vemos hoy en día. Se levantó en terrenos donados por los vecinos, que además crearon una comisión con el objetivo de recaudar fondos para su construcción. El 30 de agosto de 1930 se bendijo una nueva imagen de la Virgen de El Pino, también adquirida por suscripción popular, en la iglesia de Nuestra Señora de Bonanza”. Finalmente, el 18 de diciembre de 2014 se protege todo el entorno al declararlo Bien de Interés Cultural, con categoría de Sitio Histórico. La Virgen, indudablemente ha salvado a este pino hasta nuestros días, convirtiéndolo en el pino canario más antiguo del mundo, y con esta nueva protección, podremos disfrutar de él muchos años más.

## Festividad
Desde 1955, y cada tres años, se celebra en el mes de agosto la Bajada de la Virgen del Pino de El Paso, la festividad más importante de El Paso y una de las más importantes de la isla. La imagen es bajada en una tradicional romería hasta la Iglesia de Nuestra Señora de Bonanza, en el casco urbano del municipio, donde permanece un mes hasta que es devuelta a su ermita del monte, coincidiendo con su festividad, que se celebra el primer domingo de septiembre. La fiesta incluye en sus actos: misa, procesión, comida de romeros, carrera de caballos y recital de poesía, que reúne en un concurso a los famosos Versadores, una de las joyas etnográficas del patrimonio inmaterial que la isla de La Palma atesora entre su tradiciones culturales.